# Дюпуи, Жан
Жан Дюпуи (фр. Jean Dupuy; 1 октября 1844 года, Сан-Пале, департамент Жиронда, Франция — 31 декабря 1919 года, Париж, Франция) — французский государственный деятель и медиаиздатель, министр промышленности и торговли Франции (1909—1911).

## Биография
Родился в небогатой семье фермера и торговца.
Работал судебным исполнителем в Париже, переключившись на журналистику и политику, в 1888 г. возглавил издание Le Petit Parisien. Добился того, что его тираж во время Дела Дрейфуса достиг 1 миллиона экземпляров. На страницах газеты активно защищал режим свободной торговли, который хотели отменить почти все представители французской бизнес-элиты того времени.
В 1891 г. был избран сенатором присоединился к левым республиканцам.
- 1899—1902 гг. — министр сельского хозяйства Франции. На этом посту выступил создателем банка Crédit Agricole и Управления аграрной реформы. Полностью изменив свои предыдущие взгляды, встал на защиту политики протекционизма, отстаивая интересы французских производителей пшеницы в ходе дебатов 1900 г. по вопросам импорта и экспорта пшеницы и муки,
- 1909—1911 гг. — министр торговли и промышленности,
- 1912—1913 и 1914 гг. — министр общественных работ, почт и телеграфов,
- 1914 гг. — министр общественных работ,
- 1917 г. — государственный министр.

В 1909 г. был вновь избран в состав Сената, в 1911 г. — утвержден его вице-президентом.
Вместе с Раймоном Пуанкаре являлся одним из лидеров партии «Демократический альянс», объединившую светски настроенных либералов.
В 1913 г. начал издание журнала La Science et la Vie. Под его руководством тираж Le Petit Parisien превысил 2 миллиона экземпляров, став самым популярным изданием своего времени.
Являлся действительным членом сельскохозяйственной и высшего комитета по сельскому хозяйству.
Похоронен на кладбище Пер-Лашез.

## Награды
Награждён французским орденом Сельскохозяйственных заслуг и турецким орденом Османие.